# Borneremaeus hauseri
Borneremaeus hauseri är en kvalsterart som beskrevs av Sandór Mahunka 1991. Borneremaeus hauseri ingår i släktet Borneremaeus och familjen Tetracondylidae. Inga underarter finns listade.